# Margretenhaun

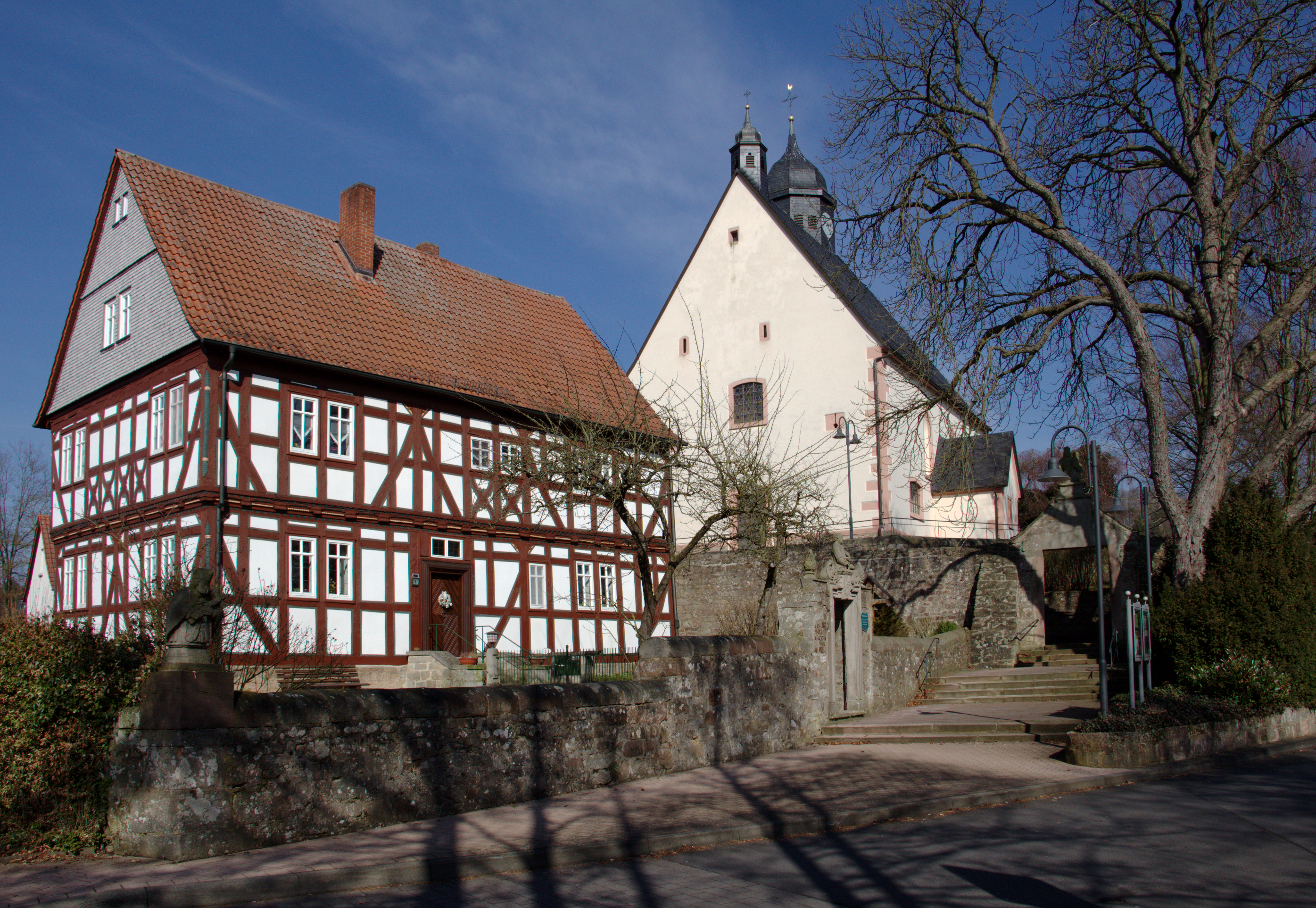
Ortsmitte

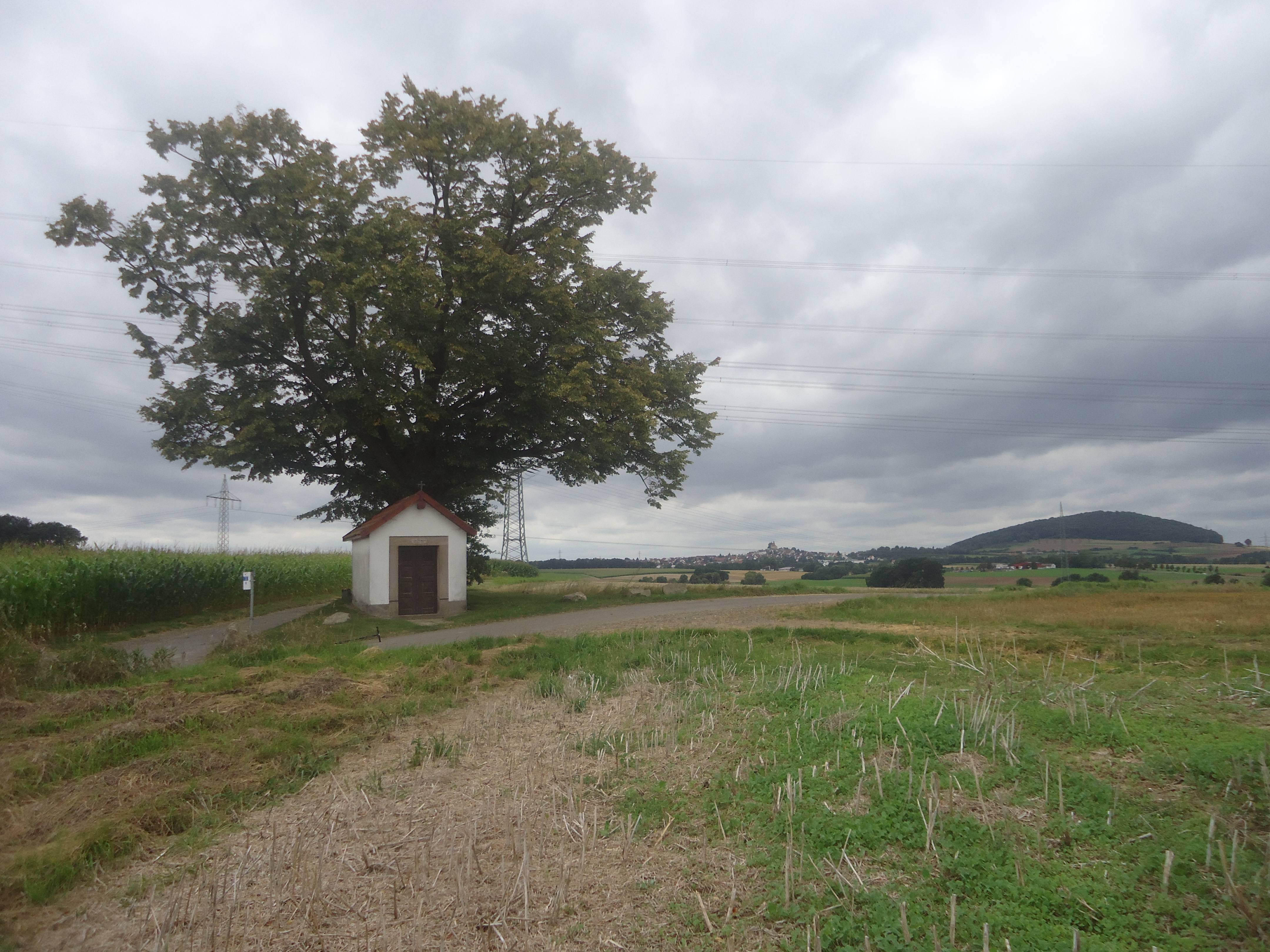
Kapelle von Rex aus dem Jahr 1884 und Linde

Margretenhaun ist ein Ortsteil der Gemeinde Petersberg im osthessischen Landkreis Fulda. Zu Margretenhaun gehören die Weilern Böckels, Rex und Horwieden.

## Geographie
Der Ort liegt, wie der Name schon sagt, an der Haune am Rand der Rhön. In der Ortsmitte, unterhalb der Kirche, mündet die Wanne in den Fluss, was schon zu einigen Hochwassern geführt hat. Die Landesstraßen 3174, 3429 und 3379 führen weiter nach Hofbieber, Armenhof und Böckels.
Margretenhaun liegt in Deutschlands Mitte, im Osten Hessens, in der westlichen Vorderrhön, östlich von Fulda und der Autobahn A 7. Die Gemarkungsfläche der Großgemeinde Petersberg beträgt 35,51 km². Margretenhaun inkl. Böckels, Rex und Horwieden ist mit 828 ha, fast ein Viertel der gesamten Gemarkungsfläche, der mit Abstand größte, aber 2012 mit 1017 Bewohnern in etwa 450 Haushalten der nach Haunedorf am dünnsten besiedelte Ortsteil. In Zahlen gemessen ist Margretenhaun in den vergangenen Jahrzehnten nicht gewachsen. Rein rechnerisch leben 124 Bewohner auf einem Quadratkilometer Gemarkungsfläche. Anfang des 20. Jahrhunderts waren es in den damals noch selbständigen Gemeinden Margretenhaun 182, in Böckels 119, in Rex knapp 100 Bewohner, insgesamt ca. 400 Menschen.
Mehr als die Hälfte der Fläche Margretenhauns befindet sich im Naturpark Hessische Rhön. Dessen Grenzverlauf stellen im Wesentlichen die Landstraße Melzdorf–Margretenhaun–Böckels und für eine kurze Strecke die Bundesstraße 458 dar. An das UNESCO-Biosphärenreservat Rhön grenzt Margretenhaun mit seiner Gemarkungsgrenze zu Dipperz unmittelbar an. Sieht man die Kirche Margretenhauns als Ortsmittelpunkt, so ist dieser knapp 4 km Luftlinie oder ca. 5 Kilometer Fahrstrecke vom Zentrum der Kerngemeinde Petersberg bzw. ca. 6 km Luftlinie oder 7½ km Fahrstrecke von Fuldas Innenstadt entfernt. Geographisch gesehen liegt die Pfarrkirche auf ca. 9°, 45 Minuten, 46 Sekunden östlicher Länge von Greenwich und 50°, 34', 2" nördlicher Breite vom Äquator. Von Interesse für Geodäten sind mit einem Rechtswert(y): 35 54 034 und einem Hochwert(x): = 56 03 657 die Gauß-Krüger-Koordinaten, einem kartesischen Koordinationssystem, das es ermöglicht, kleine Gebiete zu verorten. Den Ort findet man z. B. auf Blatt 5424 Fulda der „Topographischen Karte“.
Die markanteste Erhebung des Orts stellt der Margretenberg, ursprünglich „Hunberg“, volkstümlich „Hommelberg“ genannt, mit seinen 360,6 m ü. NN dar. Die größten Höhenlagen finden sich jedoch an dem an der östlichen Gemarkungsgrenze aufsteigenden Schneeberg bei der Straße nach Niederbieber mit ca. 370 m ü. NN bzw. auf der Höhe des Eichbergs südlich von Armenhof mit ca. 392 m ü. NN. Die tiefsten Punkte liegen bei der Kriesmühle mit ca. 303 m ü. NN.

## Geschichte

### Ortsgeschichte
Erstmals urkundlich erwähnt wurde das Dorf im Jahre 1093 unter dem Namen Huna. Vermutlich ist das Dorf von der Propstei Petersberg, einem Tochterkloster der Reichsabtei Fulda, gegründet worden.
Zum 1. September 1968 schloss sich Margretenhaun im Zuge der Gebietsreform in Hessen mit den Gemeinden Böckels und Rex zur erweiterten Gemeinde Margretenhaun zusammen. Zum 31. Dezember 1971 wurde Margretenhaun dann auf freiwilliger Basis in die Gemeinde Petersberg eingemeindet. Für Margretenhaun wurde ein Ortsbezirk eingerichtet.

### Verwaltungsgeschichte im Überblick
Die folgende Liste zeigt die Staaten und Verwaltungseinheiten, denen Margretenhaun angehört(e):
- vor 1803: Heiliges Römisches Reich, Hochstift Fulda, Amt Bieberstein
- 1803–1806: Heiliges Römisches Reich, Fürstentum Nassau-Oranien-Fulda, Amt Bieberstein
- 1806–1810: Kaiserreich Frankreich, Fürstentum Fulda (Militärverwaltung)
- 1810–1813: Großherzogtum Frankfurt, Departement Fulda, Distrikt Bieberstein
- ab 1816: Kurfürstentum Hessen, Großherzogtum Fulda, Landamt Fulda
- ab 1821/22: Kurfürstentum Hessen, Provinz Fulda, Kreis Fulda[10][Anm. 2]
- ab 1848: Kurfürstentum Hessen, Bezirk Fulda
- ab 1851: Kurfürstentum Hessen, Provinz Fulda, Kreis Fulda
- ab 1867: Norddeutscher Bund[Anm. 3], Königreich Preußen,[Anm. 4] Provinz Hessen-Nassau, Regierungsbezirk Kassel, Kreis Fulda
- ab 1871: Deutsches Reich, Königreich Preußen, Provinz Hessen-Nassau, Regierungsbezirk Kassel, Kreis Fulda
- ab 1918: Deutsches Reich, Freistaat Preußen, Provinz Hessen-Nassau, Regierungsbezirk Kassel, Kreis Fulda
- ab 1944: Deutsches Reich, Freistaat Preußen, Provinz Kurhessen, Landkreis Fulda
- ab 1945: Amerikanische Besatzungszone, Groß-Hessen, Regierungsbezirk Kassel, Landkreis Fulda
- ab 1946: Amerikanische Besatzungszone, Land Hessen, Regierungsbezirk Kassel, Landkreis Fulda
- ab 1949: Bundesrepublik Deutschland, Land Hessen, Regierungsbezirk Kassel, Landkreis Fulda
- ab 1972: Bundesrepublik Deutschland, Land Hessen, Regierungsbezirk Kassel, Landkreis Fulda, Gemeinde Petersberg

## Bevölkerung

### Einwohnerstruktur 2011
Nach den Erhebungen des Zensus 2011 lebten am Stichtag dem 9. Mai 2011 in Margretenhaun 921 Einwohner. Darunter waren 9 (1,0 %) Ausländer.
Nach dem Lebensalter waren 165 Einwohner unter 18 Jahren, 375 waren zwischen 18 und 49, 183 zwischen 50 und 64 und 195 Einwohner waren älter.
Die Einwohner lebten in 390 Haushalten. Davon waren 99 Singlehaushalte, 126 Paare ohne Kinder und 132 Paare mit Kindern, sowie 27 Alleinerziehende und 9 Wohngemeinschaften. In 87 Haushalten lebten ausschließlich Senioren und in 289 Haushaltungen leben keine Senioren.

### Einwohnerentwicklung
| Quelle: Historisches Ortslexikon |                             |
| 1812:                            | 17 Feuerstellen, 151 Seelen |

| Margretenhaun: Einwohnerzahlen von 1812 bis 2024 | Margretenhaun: Einwohnerzahlen von 1812 bis 2024 | Margretenhaun: Einwohnerzahlen von 1812 bis 2024 | Margretenhaun: Einwohnerzahlen von 1812 bis 2024 | Margretenhaun: Einwohnerzahlen von 1812 bis 2024 |
| --- | ------------------------------------------------ | ------------------------------------------------ | ------------------------------------------------ | ------------------------------------------------ |
| Jahr |                                                  |                                                  |                                                  | Einwohner                                        |
| 1812 | 1812                                             |                                                  | 151                                              | 151                                              |
| 1834 | 1834                                             |                                                  | 196                                              | 196                                              |
| 1840 | 1840                                             |                                                  | 190                                              | 190                                              |
| 1846 | 1846                                             |                                                  | 212                                              | 212                                              |
| 1852 | 1852                                             |                                                  | 199                                              | 199                                              |
| 1858 | 1858                                             |                                                  | 198                                              | 198                                              |
| 1864 | 1864                                             |                                                  | 185                                              | 185                                              |
| 1871 | 1871                                             |                                                  | 152                                              | 152                                              |
| 1875 | 1875                                             |                                                  | 154                                              | 154                                              |
| 1885 | 1885                                             |                                                  | 156                                              | 156                                              |
| 1895 | 1895                                             |                                                  | 184                                              | 184                                              |
| 1905 | 1905                                             |                                                  | 184                                              | 184                                              |
| 1910 | 1910                                             |                                                  | 182                                              | 182                                              |
| 1925 | 1925                                             |                                                  | 227                                              | 227                                              |
| 1939 | 1939                                             |                                                  | 251                                              | 251                                              |
| 1946 | 1946                                             |                                                  | 331                                              | 331                                              |
| 1950 | 1950                                             |                                                  | 333                                              | 333                                              |
| 1956 | 1956                                             |                                                  | 329                                              | 329                                              |
| 1961 | 1961                                             |                                                  | 327                                              | 327                                              |
| 1967 | 1967                                             |                                                  | 334                                              | 334                                              |
| 1970 | 1970                                             |                                                  | 655                                              | 655                                              |
| 1980 | 1980                                             |                                                  | ?                                                | ?                                                |
| 1990 | 1990                                             |                                                  | ?                                                | ?                                                |
| 2000 | 2000                                             |                                                  | ?                                                | ?                                                |
| 2011 | 2011                                             |                                                  | 921                                              | 921                                              |
| 2019 | 2019                                             |                                                  | 957                                              | 957                                              |
| 2024 | 2024                                             |                                                  | 960                                              | 960                                              |
| Datenquelle: Historisches Gemeindeverzeichnis für Hessen: Die Bevölkerung der Gemeinden 1834 bis 1967. Wiesbaden: Hessisches Statistisches Landesamt, 1968. Weitere Quellen: LAGIS; Gemeinde Petersberg; Zensus 2011 |                                                  |                                                  |                                                  |                                                  |

### Historische Religionszugehörigkeit
| Quelle: Historisches Ortslexikon |                                                                   |
| • 1885:                          | keine evangelischen, 156 katholische (= 100 %) Einwohner          |
| • 1961:                          | 14 evangelische (= 4,28 %), 313 katholische (= 95,72 %) Einwohner |

## Politik
Für Margretenhaun besteht ein Ortsbezirk (Gebiete der ehemaligen Gemeinde Margretenhaun) mit Ortsbeirat und Ortsvorsteher nach der Hessischen Gemeindeordnung.
Der Ortsbeirat besteht aus sieben Mitgliedern. Bei den Kommunalwahlen in Hessen 2021 betrug die Wahlbeteiligung zum Ortsbeirat 67,64 %. Dabei wurden gewählt: sechs Mitglieder der CDU und ein Mitglied des Bündnis 90/Die Grünen. Der Ortsbeirat wählte Holger Götz (CDU) zum Ortsvorsteher.

## Sehenswürdigkeiten
In Margretenhaun liegt der geographische Mittelpunkt des Landkreises Fulda. Als Symbol hierfür wurde 2008 an dieser Stelle eine Basaltsäule errichtet.